# Kościół Znalezienia Krzyża Świętego i Trójcy Świętej w Nowym Rybiu
Kościół Znalezienia Krzyża Świętego i Trójcy Świętej w Nowym Rybiu – zabytkowa gotycka świątynia murowana w miejscowości Nowe Rybie, będąca kościołem parafialnym miejscowej parafii.

## Historia
Nie wiadomo, kiedy powstał pierwszy kościół w Nowym Rybiu. Wiadomo jednak, że spłonął w 1795. Odbudowano go ze środków przekazanych przez ówczesnego właściciela wsi – Gabriela Grzembskiego. Konsekracji nowej świątyni dokonał biskup Alojzy Pukalski w 1867.
W latach 1993-1997 przeprowadzono gruntowny remont kościoła i jego otoczenia. W jego wyniku zostały odsłonięte stare mury, które wkomponowano w istniejące ściany i pozostawiono odkryte. 
W 2005 poddano konserwacji ołtarze, ambonę i chrzcielnicę. Wykonano również nową wieżyczkę na sygnaturkę. Po zakończeniu prac, kościół został wpisany na listę zabytków województwa małopolskiego. W rejestrze znalazły się również: dzwonnica, cmentarz parafialny i ogrodzenie kościoła wraz z kaplicami.
Na poddaszu kościoła znajduje się stanowisko rzadkiego gatunku nietoperzy, objęte ochroną.

## Architektura
Kościół w Nowym Rybiu wzniesiony został w stylu gotyckim. Jest to świątynia jednonawowa z węższym prezbiterium, murowana i otynkowana, kryta pierwotnie gontem a obecnie blachą. Do prezbiterium przylega niewielka zakrystia, a od frontu obszerna kruchta z wejściem na chór. Nad nawą wzniesiono smukłą wieżyczkę na sygnaturkę z latarnią.
Na zewnątrz kościół opinają skośne szkarpy. Na dwóch z nich znajdują się pamiątkowe tablice – jedna z 1517 z herbem Szreniawa, a druga z 1821.

## Wnętrze
Wnętrze kościoła przykrywają XIX-wieczne stropy płaskie, zdobione skromnymi stiukami. Oświetla je światło padające przez wąskie, ostrołukowe okna. Do nawy, prezbiterium i zakrystii wiodą trzy kamienne gotyckie portale ostrołukowe.
Ołtarz głównyrokokowy, pochodzi z końca XVIII wieku. Umieszczono w nim barokową rzeźbę Chrystusa Ukrzyżowanego.
Ołtarze bocznepochodzą z tego samego okresu, co ołtarz główny i wykonane są w podobnym stylu.
- ołtarz Najświętszego Serca Pana Jezusa – znajdują się w nim dwa obrazy: Serce Jezusa z XVII w. oraz Adoracja Najświętszego Dzieciątka z XVIII w[2]. W zwieńczeniu umieszczono figurę św. Weroniki[5].
- ołtarz św. Józefa – z wizerunkami św. Józefa i św. Antoniego[2].
- ołtarz Matki Bożej Różańcowej – w nadstawie znajduje się obraz Matka Boża z Dzieciątkiem, a na jego zasuwie Matka Boża Różańcowa. Oba namalowano w XIX wieku. W zwieńczeniu umieszczono wizerunek św. Rocha. Po bokach stoją barokowe rzeźby św. Franciszka i św. Jana Ewangelisty[2].

Pozostałe wyposażenie
- drewniana chrzcielnica z XVI w[2].
- rokokowa ambona z XVIII w[2].
- stacje drogi krzyżowej z XIX w[2].

## Otoczenie
- zabytkowy kamienny mur z kapliczkami z początku XX w[4].
- zabytkowa murowana dzwonnica z trzema dzwonami[4].
- zabytkowy cmentarz parafialny[4].

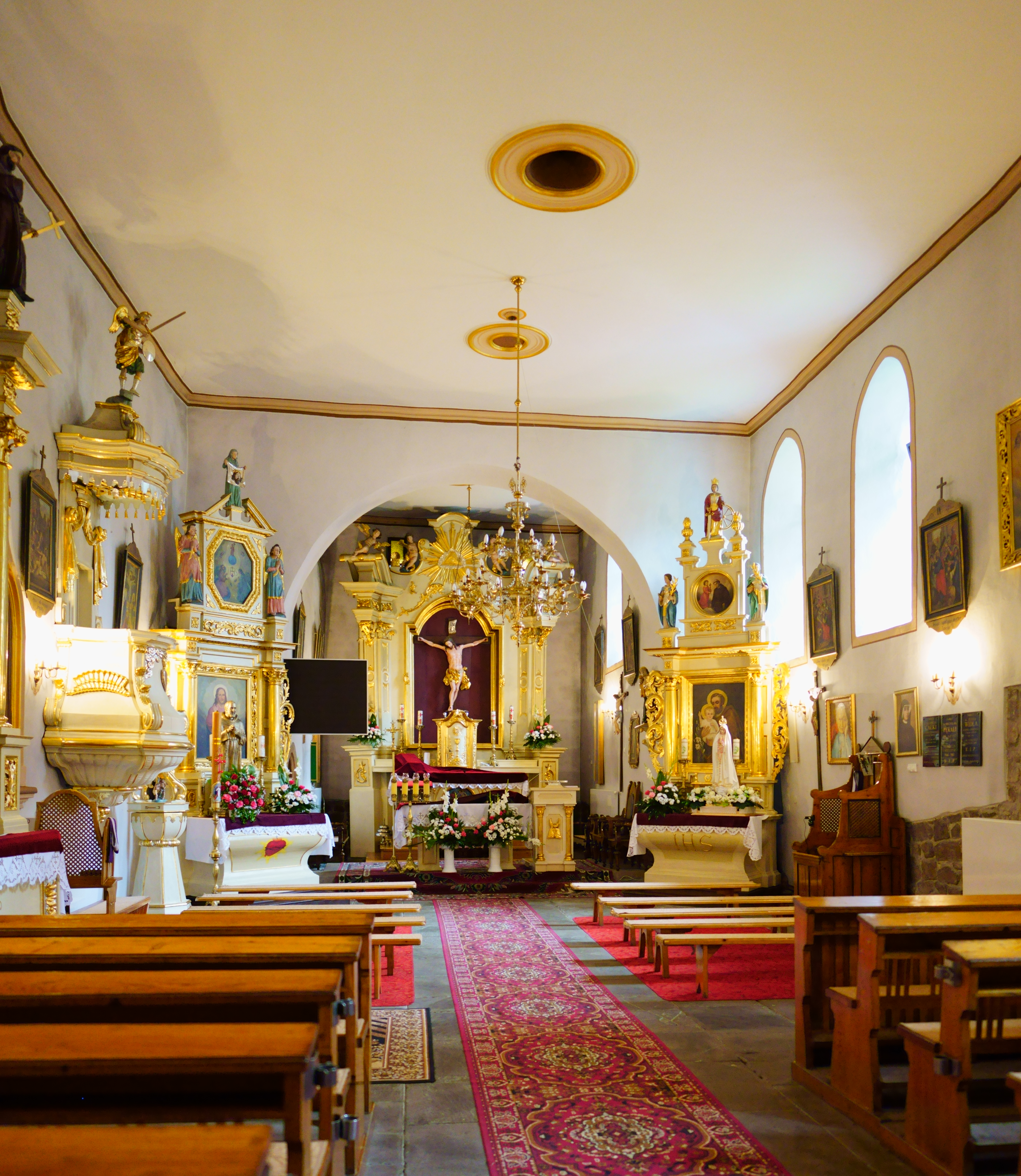
Nawa główna
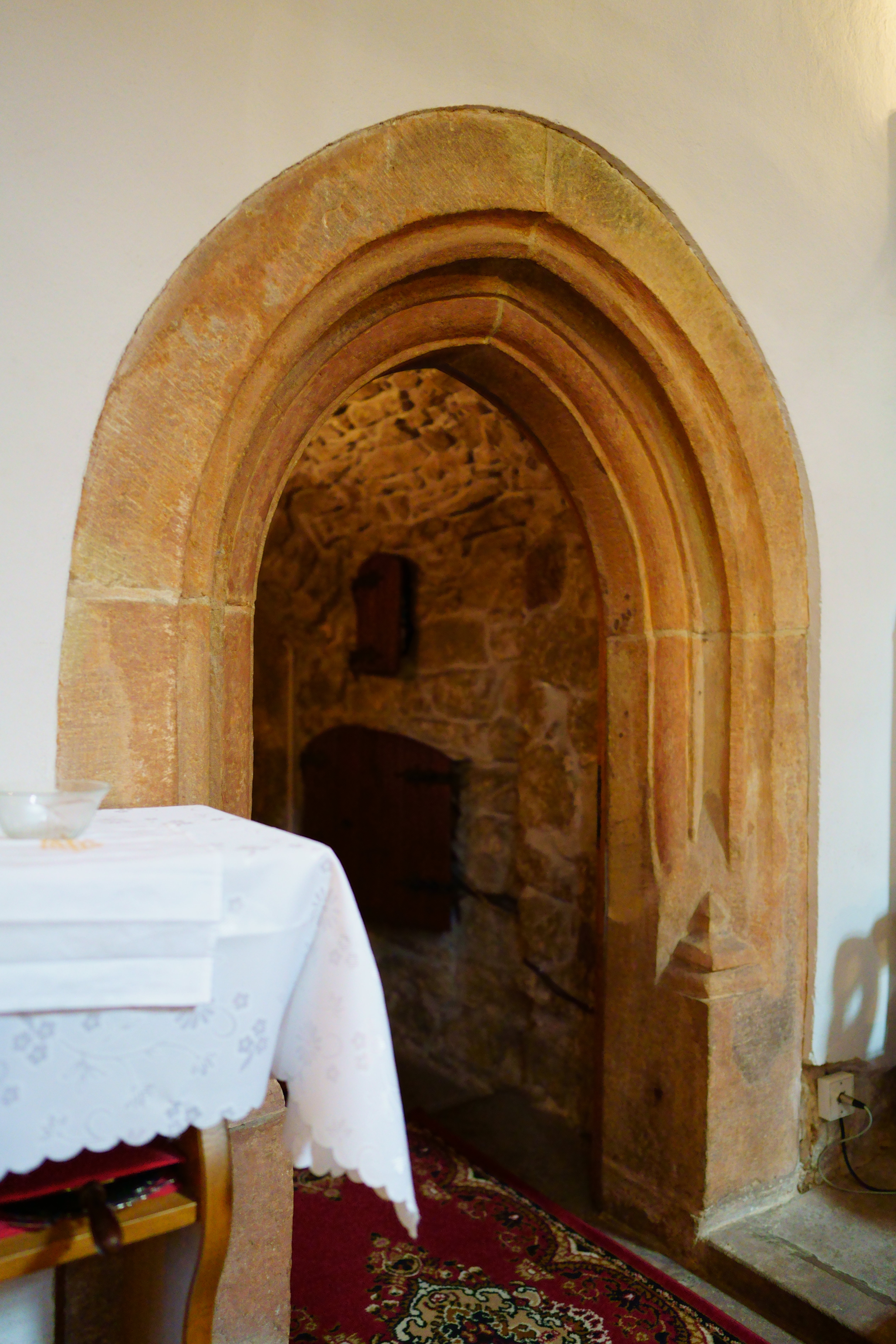
Portal do zakrystii
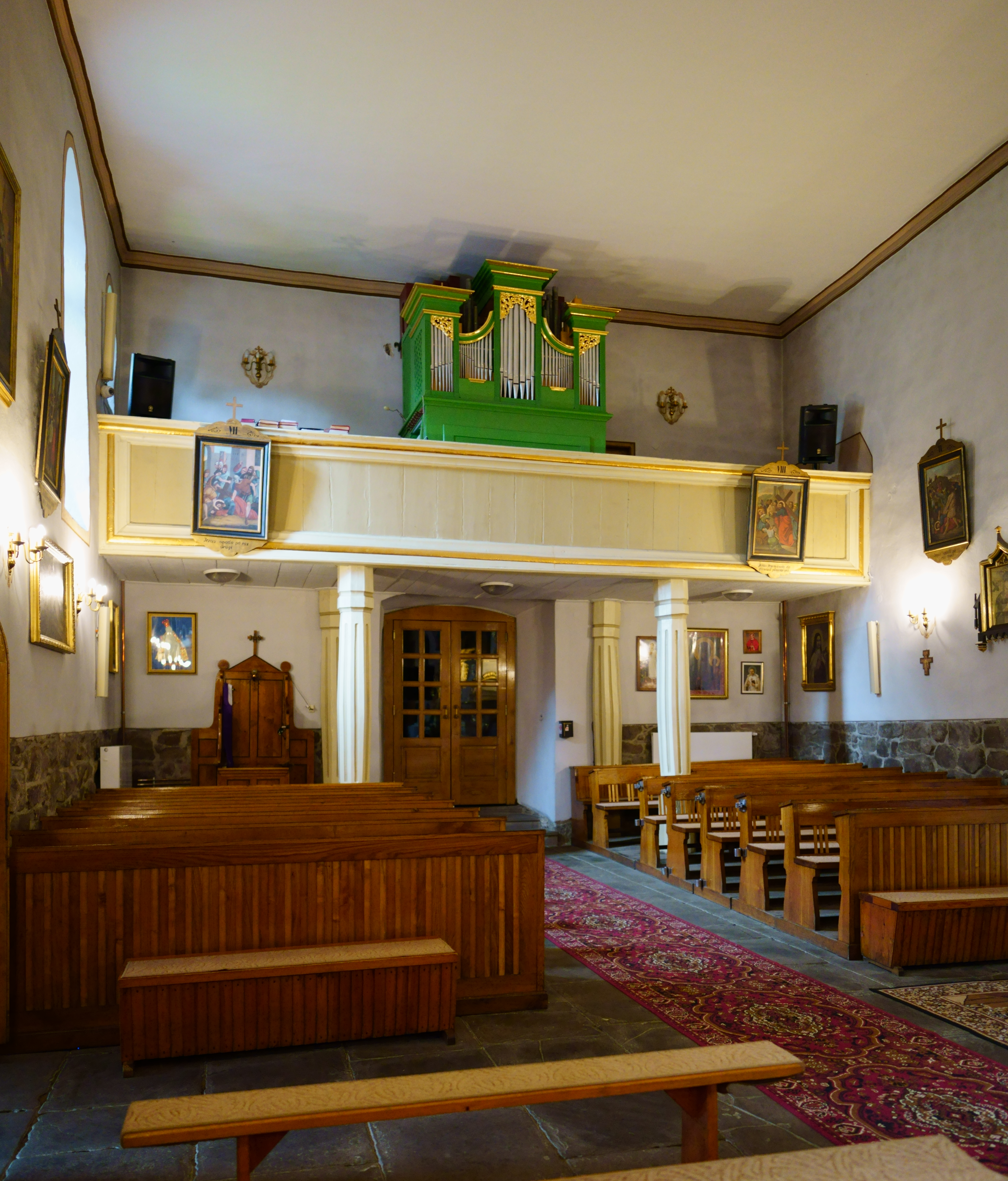
Chór
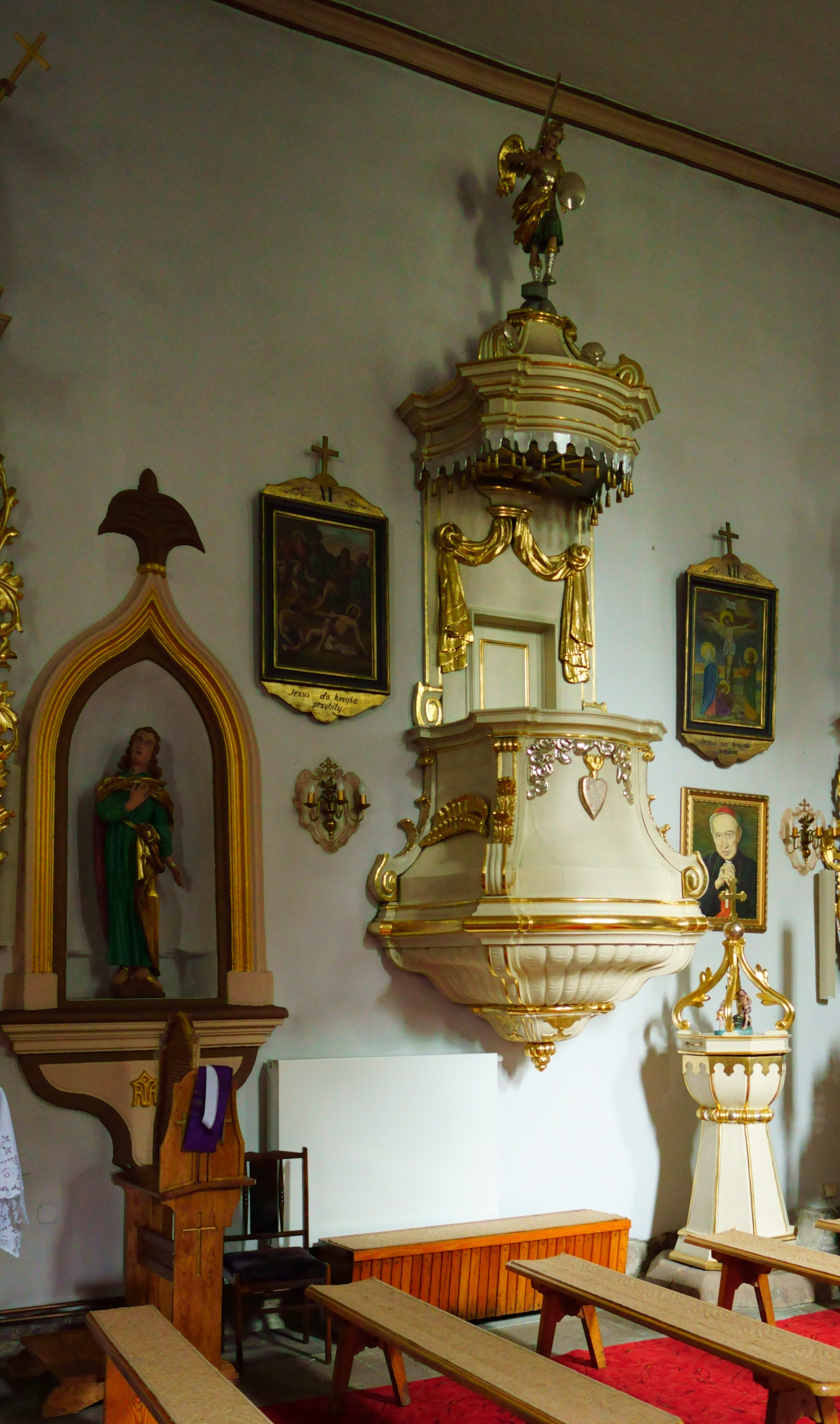
Ambona
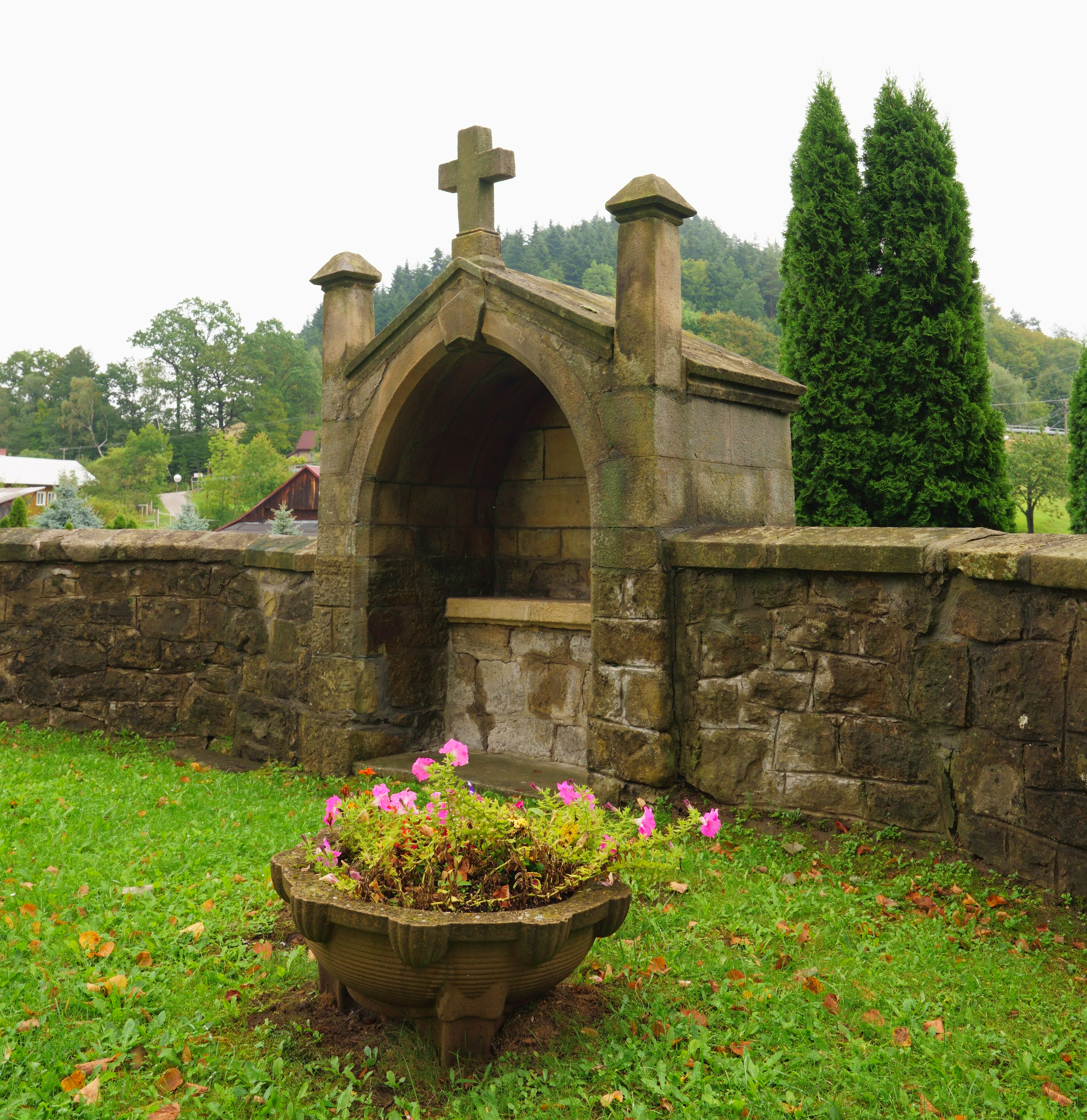
Mur z kapliczką
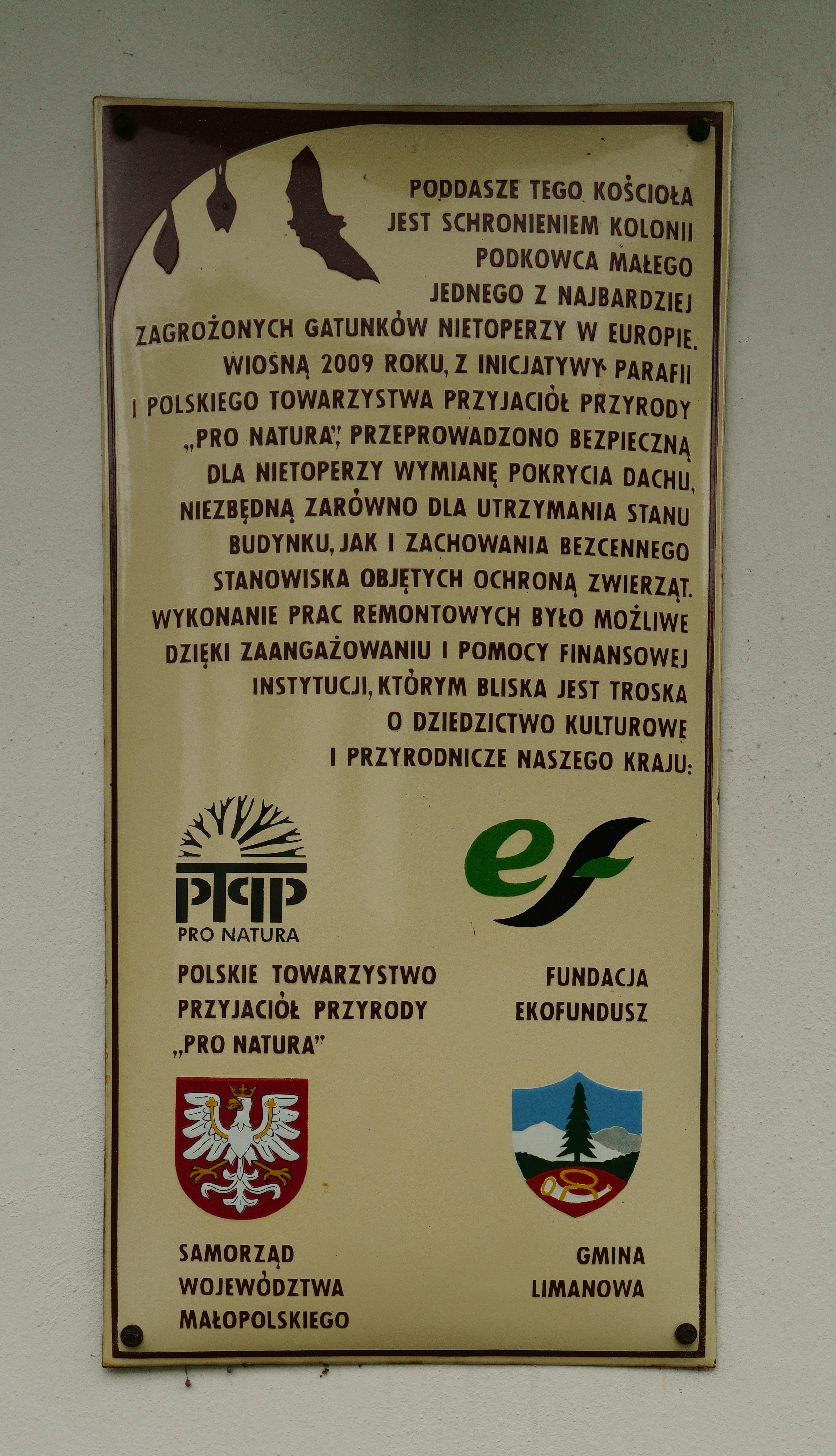
Tablica PTPP PRO NATURA